# ألفرد ألين سيمبسون
ألفرد ألين سيمبسون (بالإنجليزية: Alfred Allen Simpson)‏ هو صناعي ومسير أعمال وسياسي أسترالي وبريطاني (وحمل سابقاً جنسية المملكة المتحدة لبريطانيا العظمى وأيرلندا)، ولد في 15 أبريل 1875 في أستراليا، وتوفي في 27 نوفمبر 1939. انتخب Lord Mayor of Adelaide ‏ وقد انضم خلال فترته النيابية  (1913 – 1915) للكتلة البرلمانية مستقل.